# Xochitónal
Xochitónal (del náhuatl, "flor de alma"), en la mitología mexica era una gigantesca iguana que estaba sumergida en las aguas negras del Apanuiayo, uno de los lugares por donde tenían que pasar los muertos para llegar al Mictlán.
Otras fuentes afirman que era una lagartija gigante que custodiaba la entrada de un vado del reino de los muertos, y se le representa con la figura de un caimán encargado principalmente de vigilar el paso de los muertos a través del río "Apanhuiayo", un inmenso lago de aguas negras que representaba el séptimo obstáculo que el alma debía superar en su viaje hacía su descanso definitivo. Entre las culturas nahuas señala que el alma ("tonalli") de aquellos que morían de muerte natural debían eludirlo o vencerlo para poder arribar a las orillas del Chiconahuapan donde se encontraría con el señor de los muertos Mictlantecuhtli y en su presencia moriría definitivamente.